# Point Turton
Point Turton – miasto w Australii, w stanie Australia Południowa.